# ヘレン・クレイグ・マッカラ
ヘレン・クレイグ・マッカラ（英語: Helen Craig McCullough、1918年2月17日 - 1998年4月6日）は、米国の日本古典学者。多くの日本古典を英訳したが、ドナルド・キーンやエドワード・G・サイデンステッカーほど日本での知名度は高くない。

## 経歴
出生から修学期
1918年、カリフォルニア州で生まれた。カリフォルニア大学バークレー校に入学し、1939年に政治学の学位を取得してを卒業。太平洋戦争の勃発に伴い、コロラド大学ボルダー校のアメリカ海軍日本語学校に入った。
太平洋戦争後
終戦後は来日し、通訳を務めた。1950年、カリフォルニア大学バークレー校に戻り、修士号と博士号を取得。スタンフォード大学で講師を務めたのち、1969年、カリフォルニア大学バークレー校の講師となった。1975年、東洋言語学部教授に昇格。何度か来日し、日本政府から褒章を受けた。1988年に引退。1998年に死去。

## 家族・親族
- 夫：ウィリアム・マッカラも日本文学研究者。

## 著作
著書
- "Tale of Flowering Fortunes : Annals of Japanese Aristocratic Life in the Heian Period" (with William McCullough)（栄花物語）
- "Brocade by Night: 'Kokin Wakashu' and the Court Style in Japanese Classical Poetry" （古今和歌集論）

訳初
- "Taiheiki a Chronicle of Medieval Japan"（太平記）
- "The Tale of the Heike "（平家物語）
- "Kokin Wakashu: The First Imperial Anthology of Japanese Poetry" （古今和歌集）
- "Tales of Ise: Lyrical Episodes from 10th Century Japan" Ariwara no Narihira（伊勢物語）
- "Okagami, the Great Mirror: Fujiwara Michinaga (966-1027 and His Times)"（大鏡）

この記事は英語版Helen_Craig_McCulloughを基としている。